# 3 (pesma)
„3“ je pesma američke pevačice Britni Spirs sa njene druge kompilacije najvećih hitova, The Singles Collection . Izdata je 29. septembra 2009. za Jive, kao jedini singl sa albuma. "3" su napisali Max Martin, Karl Schuster i Tiffany Amber, a producenti su Martin i Shellback. Spirs je pesmu snimila u julu 2009. za vrijeme turneje u Švedskoj. Pesma je dobila pozitivne kritike. Neki kritičari tvrde da je ovo klasična Spirsina pesma.
Pesma je takođe komercijalno uspela zauzimajući najviše pozicije u SAD-u i Kanadi, kao i pozicije u top 10 u mnogim zemljama u svetu, uključujući Australiju, Finsku, Norvešku, Švedsku i Veliku Britaniju. U SAD-u, pesma je debitovala na prvu poziciju na Bilbordovoj Hot 100 listi i tako postala prva pesma u poslednje tri godine koja je debitovala na najvišu poziciju. Video spot za pesmu je režiala Diane Martel, koja ga je opisala kao razigran i seksi. Spot prikazuje Spirs i njene plesače ispred različitih crnih i belih pozadina. Spot je dobio pozitivne ocene od kritičara koji su pohvalili jednostavnost spota.

## Pozadina
U julu 2009, Spirs je otišla u studio da radi sa švedskim producentom i autorom Max Martinom dok je bila u Stokholmu gde se spremala za svoj nastup u sklopu turneje The Circus Staring Britney Spears. Martin i Spirs su zajedno radili na nekim od njenih ranijih hitova, uključujući "...Baby One More Time", "Oops!... I did it again", "Stronger" i "If U Seek Amy". Spirs je snimila pesmu sa Martinom i Shellbackom u Maratone studiju. Instrumentalni dio su odradili Martin i Shellback. Miks pesme je kasnije napravio Serban Ghenea u Mix Star Studiju u Virdžiniji. "3" je predstavljena kao jedini singl na kompilaciji The Singles Collection i premijerno puštena na radiju 29. septembra 2009.

## Kompozicija
"3" je elekro-pop pesma sa vokalnim efektima. Pisana je u Ef-molu. Spirsin vokal u pesmi je dorađen na autotunu što, po mišljenju Daily Maila, daje pesmi futurističi osećaj.
Tekst pesme govori o seksu u troje. Neki delovi teksta su upoređeni sa pesmama sa Prinsovog albuma iz 1980. Dirty Mind.

## Reakcije kritičara
"3" je dobila pozitivne ocene od muzičkih kritičara. Monica Herrera iz Bilborda je rekla: "Pesma dostiže do vrhunca divljeg pulsiranja zvuka koji poziva na plesni podijum." U online izdanju Roling Stouna, Daniel Kreps je pohvalio pesmu zbog ubrzane melodije i jakog teksta i uporedio da sa Flo-Ridinim trenutnim radom, govoreći: " '3' je predviđenija za plesni podijum više od bilo koje druge pesme sa Blackouta ili Circusa". U štampanom izdanju, magazin je dao pesmi ocenu 4/5 i nazvao ga "pravi Britnin klasik." Bill Lamb iz About.com je rekao: "Iako je tekst pesme kontroverzan, činjenica je da je ovo još jedna pop pesma koja se može čuti na skoro svakoj radio stanici." On je takođe pohvalio refren i srednji dio pesme i nazvao je "klasično Britni". Pesma je upoređena i sa Madoninom pesmom Celebration, pošto obe pesme muzički ne predstavljaju ništa novo, ali sadrže dosta elemenata koji čine pevača zvezdom. A.J. Mayers sa MTV-a ju je označio kao osmu najbolju pesmu u 2009. godini.

## Video spot

### Razvoj
Spot je sniman 5. i 6. oktobra 2009. u Los Anđelesu, Kalifornija. Režirala ga je Diane Martel, a koreografiju su uradili Tone i Rich. Modni stilista GK Reid je dizajnirao odeću za spot. 15. oktobra 2009, slike sa snimanja spota su izašle. Spot je premijerno prikazan 30. oktobra 2009.
Spot počinje prikazivanjem Spirsove u svetlucavoj crnoj haljini kako stoji pred ogledalom dok nanosi maskaru na trepavice i Circus Fantasy parfem. Zatim, Spirsova je prikazana kako drži kosu i peva prve stihove pesme ispred bele pozadine. Tu su, takođe, i crno-bele scene gde Spirsova nosi beli leotard i nalazi se iza maglovitog stakla. Zatim se pojavljuje u leotardu i sa naočarima na licu. Drži se za uzdignutu šipku zajedno sa četiri plesačice. Za vrijeme refrena pesme, ona pleše ispred belog zida sa šest plesača. Takođe, u spotu ima scena u kojoj Britni pleše provokativno sa dva plesača. Spot se završava njenim pogledom u kameru.

### Prijem
Daniel Kreps iz Roling Stouna je uporedio spot sa spotom za pesmu Single Ladies i pohvalio koreografiju rekavši da Spirs nije plesala tako ubedljivo odavno. Jocelyn Vena sa MTV-a je dao spotu pozitivnu ocenu, opisavši ga kao "seksi spot sa brzim tempom" i da u nekoliko momenata u spotu Britnin karakter sija. Tanner Stransky iz Entertainment Weekly-a je pohvaliio izbor odeće, ali je rekao da je spot oskudan. Iz The Daily Mail-a su rekli da spot predstavlja Britni oskudno obučenu sa plesačima na najbolji način. 25. februara 2010, spot je bio dio takmičarkog šoua America's Best Dance Crew, koji se emituje na MTV-u, za "Video spot izazov" (izazov u kojem ekipe koje se takmiče treba da upotrebe koreografiju iz spota za svoj nastup).

## Plasmani na listama
| Zemlja (2009)                   | Najviša pozicija |
| ------------------------------- | ---------------- |
| Australija                      | 6                |
| Austrija                        | 17               |
| Belgija (Flanders)              | 13               |
| Belgija (Wallonia)              | 8                |
| Kanada                          | 1                |
| Češka                           | 10               |
| Danska                          | 15               |
| Finska                          | 5                |
| Francuska                       | 10               |
| Nemačka                         | 18               |
| Mađarska                        | 12               |
| Irska                           | 7                |
| Holandija                       | 57               |
| Novi Zeland                     | 12               |
| Norveška                        | 10               |
| Slovačka                        | 23               |
| Španija                         | 38               |
| Švedska                         | 2                |
| Švajcarska                      | 8                |
| Velika Britanija                | 7                |
| SAD (Billboard Hot 100)         | 1                |
| SAD (Billboard dance club play) | 16               |
| SAD (Billboard pop songs)       | 2                |

## Spoljašnje veze
- Видео на веб-сајту